# Behnam Yakhchali

Behnam Yakhchali (2021)

Behnam Yakhchali Dehkordi (auch Behnam Yakhchalidehkordi; persisch بهنام یخچالی دهکردی) (* 12. Juli 1995 in Schahr-e Kord) ist ein iranischer Basketballspieler.

## Leben
Der 1,92 Meter große Yakhchali spielte in seinem Heimatland in der Saison 2011/12 bei Jahesh Tarabar Qom sowie zwischen 2012 und 2019 bei Petrochimi Bandar Imam. Das Fachmedium Asia-Basket.com zeichnete ihn 2014 und 2018 als besten einheimischen Spieler der iranischen Liga aus. Im Spieljahr 2019/20 stand er erst in der Volksrepublik China bei den Nanjing Monkeys unter Vertrag und erzielte für die Mannschaft 16,1 Punkte je Begegnung. Im Anschluss an seine Rückkehr in den Iran verstärkte er Shahrdari Gorgan.
Als im Juni 2020 seine Verpflichtung durch den deutschen Zweitligisten Rostock Seawolves bekanntgegeben wurde, wurde er in der Mitteilung des Vereins als „Bester Guard Asiens“ angekündigt. Rostocks Trainer Dirk Bauermann kannte Yakhchali bereits aus seiner Amtszeit als iranischer Nationaltrainer. Die Erlangung einer Aufenthaltsgenehmigung für Yakhchali stellte die Rostocker vor große Aufgaben, die sich über Wochen hinzogen. Mit 16 Punkten je Begegnung war der Iraner in der Saison 2020/21 Rostocks bester Korbschütze. Im Juni 2021 vermeldete Bundesligist Mitteldeutscher BC Yakhchalis Verpflichtung. Er bestritt für den MBC 31 Bundesliga-Spiele (6,7 Punkte im Durchschnitt), zur Saison 2022/23 ging er in sein Heimatland und zu Shahrdari Gorgan zurück.
Zur Saison 2023/24 wechselte er zum deutschen Zweitligisten Gladiators Trier. Er gewann mit der Mannschaft 2025 den Meistertitel in der 2. Bundesliga ProA.

### Nationalmannschaft
Yakhchali nahm mit der Nationalmannschaft seines Heimatlands im Jahr 2014 an der Weltmeisterschaft in Spanien teil und erzielte dort 2,6 Punkte pro Turnierspiel. Seine Bestleistung bei der WM waren sechs Punkte im Gruppenspiel gegen Brasilien. Bei der WM errang er mit dem Iran den 20. Platz (24 Teilnehmerländer).
Die WM 2019 schloss er mit der iranischen Auswahl auf dem 23. von 32 Plätzen ab. Yakhchali kam auf einen Mittelwert von 12 Punkten je Begegnung.
Er gewann mit dem Iran 2012, 2014 und 2016 das Turnier FIBA Asia Challenge (ehemals Stanković-Cup), 2015 wurde Yakhchali mit der Mannschaft Dritter und 2017 Zweiter der Asienmeisterschaft. Bei den Olympischen Sommerspielen 2020, die wegen der COVID-19-Pandemie erst im Sommer 2021 stattfanden, war Yakhchali mit 13,3 Punkten pro Turnierspiel zweitbester Korbschütze der iranischen Mannschaft. Er nahm im August und September 2023 an der Weltmeisterschaft teil und erzielte 10,6 Punkte je Begegnung.